# Pseudotyrannochthonius silvestrii
Pseudotyrannochthonius silvestrii är en spindeldjursart som först beskrevs av Edvard Ellingsen 1905.  Pseudotyrannochthonius silvestrii ingår i släktet Pseudotyrannochthonius och familjen käkklokrypare. Inga underarter finns listade i Catalogue of Life.